# كأس الإنتركونتيننتال 1993
كأس الإنتركونتيننتال 1993 جمعت نسخة عام 1993 في بطولة كأس الإنتركونتيننتال وصيف بطل دوري أبطال أوروبا لموسم 1992-93 نادي إيه سي ميلان الإيطالي بعد حرمان نادي مرسيليا بطل دوري أبطال أوروبا لذلك الموسم من المشاركة بالبطولة، مع بطل كأس ليبرتادوريس سنة 1993 نادي ساو باولو البرازيلي على الملعب الأولمبي الوطني في العاصمة اليابانية طوكيو ، وحقق ساو باولوالبطولة بعد الفوز بنتيجة 3-2 .

## التفاصيل
| ميلان                                         | 2–3 | ساو باولو                                                      |
| --------------------------------------------- | --- | -------------------------------------------------------------- |
| مسارو 48' · بابان 81' · المدرب · فابيو كابيلو |     | بالهينها 19' · تونينهو 59' · موللر 88' · المدرب · تيلي سانتانا |